# Bisi Adeleye-Fayemi
Bisi Adeleye-Fayemi (Liverpool, 11 de junio de 1963) es una activista feminista, defensora de políticas, filántropa, agente de cambio social y escritora nigeriano-británica.
Es la fundadora de Above Whispers Media Foundation y escribe una columna semanal llamada Loud Whispers en la página web Abovewhispers.com. Creó un programa de mentoría llamado The Wrapper Network. Fue asesora principal de ONU Mujeres Nigeria (2017-2018) y es investigadora sénior invitada en el Centro de Liderazgo para África del King's College de Londres.
Fue primera dama del estado de Ekiti, Nigeria, como esposa del gobernador del estado de Ekiti, Kayode Fayemi, de 2010 a 2014 y de 2018 a 2022.

## Educación
Es licenciada (1984) y tiene una maestría (1988) ambas en historia por la Universidad de Ife, ahora Universidad Obafemi Awolowo, Nigeria. También hizo una maestría en Género y Sociedad (1992) por la Universidad de Middlesex, Reino Unido.

## Carrera profesional
Adeleye-Fayemi es una pensadora y activista feminista, escritora, empresaria social, defensora de políticas y experta en el sector social, que desarrolló su carrera trabajando en multitud de instituciones y organizaciones públicas y privadas.
Fue directora de Akina Mama wa Afrika de 1991 a 2001, organización internacional para el desarrollo de mujeres africanas con sede en Londres, para la que estableció el Instituto de Liderazgo de Mujeres Africanas que ha formado a más de 6000 líderes africana, muchas de las cuales ejercen actualmente como ministras, parlamentarias, académicas o con puestos de liderazgo en la sociedad civil.
Cofundó el Fondo Africano para el Desarrollo de las Mujeres, primera fundación africana de su tipo, que otorga subvenciones para organizaciones de mujeres con sede en Ghana y fue la primera directora ejecutiva del fondo de 2001 a 2010.
Diseñó y puso en marcha programas de política, promoción, empoderamiento de base e inclusión social en muchos países africanos. También ha dirigido campañas para aprobar leyes de promoción y protección de los derechos de la mujer. Fue fideicomisaria de Comic Relief (Reino Unido) (1998–2001), copresidenta de la Red Internacional de Fondos de Mujeres (2004–2006); presidenta honoraria de la Asociación por los Derechos de la Mujer y el Desarrollo (AWID) (2003-2005); miembro de la junta directiva del Women's Funding Network (2009–2012), miembro de la junta directiva y presidenta del Comité de Programas, [Fondo para Mujeres] (2012–2016). También es una de las fundadoras de African Grantmakers Network (ahora African Philanthropy Network) en 2009. Fue una de las coordinadoras del Foro Feminista Africano que se lanzó en 2006 y fue miembro del Grupo de Trabajo Regional (2006-2016), así como del Grupo de Trabajo Nacional de Nigeria.
Adeleye-Fayemi utilizó su posición como primera sama para influir en los marcos legales y políticos y movilizar recursos de una amplia gama de contribuyentes para la promoción y protección de los derechos de las mujeres y las niñas.
Hizo campaña a favor de multitud de proyectos legislativos para la mejora de las condiciones de mujeres y niños, entre los que cabe destacar la Ley de Prohibición de la Violencia de Género (Ley de Violencia de Género de noviembre de 2011, revisada en octubre de 2019), un proyecto de ley de igualdad de oportunidades (noviembre de 2013), un proyecto de ley contra el estigma del VIH (abril de 2014), un proyecto de ley de tratamiento y atención y protección para menores que hayan sufrido abusos sexuales (junio de 2020), una Ley de Salud Mental del Estado de Ekiti (octubre de 2021), una Ley de Composición de Género del Estado de Ekiti (marzo de 2022) y el Fondo Fiduciario para Nacimientos Múltiples (octubre de 2022). Fue presidenta del Comité para la Gestión de la Violencia de Género del estado de Ekiti y presidenta de la Agencia de Control del SIDA del estado de Ekiti. También fue presidenta del Foro de esposas de gobernadores de Nigeria (NGWF por sus siglas en inglés) (2019-2022) y, bajo su liderazgo, el NGWF se convirtió en una plataforma visible y activa para la protección de mujeres y niños. Fue el NGWF quien gestionó el Estado de Emergencia contra la Violencia de Género declarado por el Foro de Gobernadores de Nigeria durante la pandemia de Covid19 en junio de 2020.
Además es escritora de cuentos, habiendo escrito por ejemplo la historia de la gran heroína yoruba Moremi Ajasoro.

## Reconocimiento
En 2005, recibió un premio del Sigrid Rausing Trust (Reino Unido) por su destacado liderazgo en la promoción de los derechos de la mujer. El dinero del premio (100 000 libras esterlinas) fue utilizado por el Fondo Africano para el Desarrollo de las Mujeres para lanzar un Fondo especial contra el VIH/sida para mujeres africanas. Adeleye-Fayemi lo convirtió en un fondo de millones de dólares que ha financiado cientos de iniciativas contra el VIH/sida dirigidas por mujeres en toda África.
En 2007 recibió el premio Changing the Face of Philanthropy de la Women's Funding Network de Estados Unidos.
En 2011 recibió el premio David Rockefeller Bridging Leadership, uno de los galardones más prestigiosos en el ámbito de la filantropía, concedido por el Instituto Synergos de Nueva York.
Trabajó con otros líderes del pensamiento filantrópico para crear en 2009 la Red de Filantropía Africana, que es ahora un espacio de reflexión y acción sobre la filantropía en África.
En 2019 ganó el Zik Leadership Award por su liderazgo humanitario.
En diciembre de 2021, la Red Nacional de ONG de Nigeria, el organismo que agrupa a las OSC en Nigeria, la nombró una de las 100 líderes más influyentes de la sociedad civil de Nigeria. 
En marzo de 2022, fue declarada Mujer Líder Destacada por el Programa de las Naciones Unidas para el Desarrollo de Nigeria, ONU Mujeres Nigeria, la delegación de la Unión Europea en Nigeria y el Alto Comisionado Británico  Ese mismo año en noviembre, la Red Africana de Filantropía, una plataforma regional para instituciones filantrópicas africanas, le otorgó un premio Lifetime Achievement Award.

## Obra
Adeleye-Fayemi es autora de varias obras, entre las que destacan:
- 2008 Voice, Power and Soul (coeditado con Jessica Horn),[21][22] una compilación de imágenes e historias de feministas africanas.
- 2013 Speaking Above A Whisper,[23] una autobiografía.
- 2013 Speaking For Myself: Perspectives on Social, Political and Feminist Activism in Africa.[24]
- 2017 Loud Whispers.[25]
- 2020 Where Is Your Wrapper?[26]
- 2023 Demand and Supply.[27]
- 2023 A Tray of Locust Beans.

## Vida personal
Está casada con Kayode Fayemi, quien fue gobernador del estado de Ekiti en 2010 y nuevamente en 2018; se conocieron cuando eran estudiantes y tienen un hijo juntos, Folajimi Fayemi (nacido en 1994).